# Чарне (Західнопоморське воєводство)
Чарне (пол. Czarne, нім. Neuenhagen) — село в Польщі, у гміні Плоти Ґрифицького повіту Західнопоморського воєводства.
Населення — 212 осіб (2011).
У 1975-1998 роках село належало до Щецинського воєводства.

## Демографія
Демографічна структура станом на 31 березня 2011 року:
|          | Загалом | Допрацездатний вік | Працездатний вік | Постпрацездатний вік |
| -------- | ------- | ------------------ | ---------------- | -------------------- |
| Чоловіки | 109     | 27                 | 74               | 8                    |
| Жінки    | 103     | 34                 | 55               | 14                   |
| Разом    | 212     | 61                 | 129              | 22                   |